# Microlepia stenoloba
Microlepia stenoloba là một loài dương xỉ trong họ Dennstaedtiaceae. Loài này được Prantl mô tả khoa học đầu tiên năm 1892.
Danh pháp khoa học của loài này chưa được làm sáng tỏ. 